# Massif des Écrins
Ne doit pas être confondu avec Massif d'Escreins.
Le massif des Écrins est un grand massif montagneux des Alpes françaises situé dans les Hautes-Alpes et en Isère.
Il abrite d'importants glaciers, tant en nombre qu'en taille et possède deux sommets de plus de 4 000 mètres d'altitude.
Autrefois, il était également nommé massif du Pelvoux.

## Géographie

### Situation

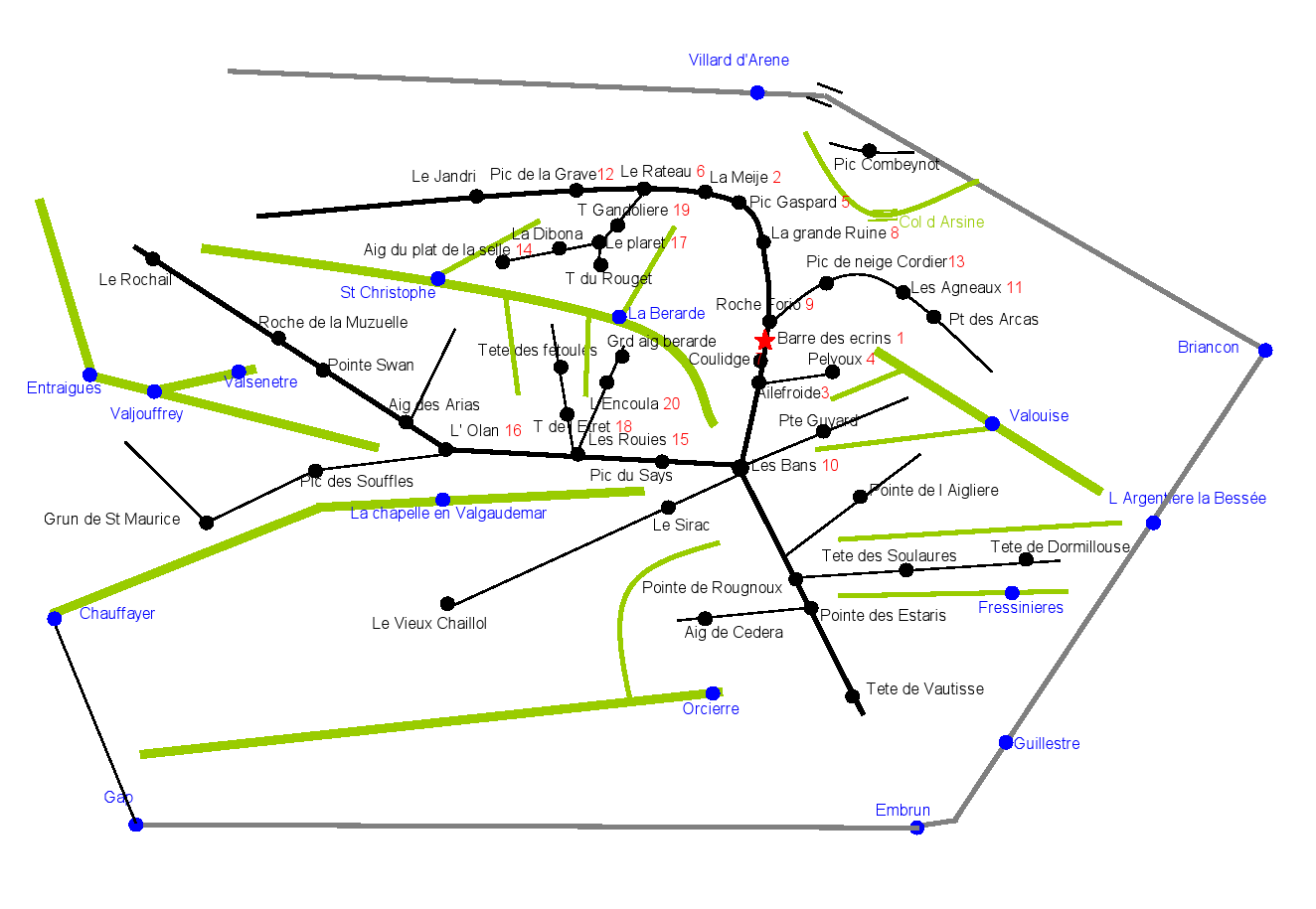
Carte schématique du massif des Écrins.

L'Oisans (bassin de la Romanche) au nord-ouest, le Champsaur (haut-bassin du Drac) au sud-ouest, et le Briançonnais (bassin de la Haute-Guisane) au nord-est recouvrent une partie du massif.
Il est également bordé par la Durance à l'est et au sud, qui alimente le lac de Serre-Ponçon.
Le cœur du massif est entaillé profondément par des vallées comme celles du Vénéon, de Valjouffrey (la Bonne), de Valsenestre, du Valgaudemar, de Vallouise, de Freissinières et de Champoléon.
Ainsi, on peut distinguer entre autres en son sein les chaînons de La Meije, du Pelvoux, du Rochail, du Soreiller, de Combeynot, du Chaillol, de l'Aiglière, de Dormillouse, de Rochelaire, du Mourre Froid.
En outre, il est entouré par les massifs des Grandes Rousses et des Arves au nord, des Cerces au nord-est, du Queyras à l'est, du Parpaillon au sud-est, du Dévoluy au sud-ouest, et enfin du Taillefer au nord-ouest.

### Principaux sommets
Le massif culmine à plus de 4 000 mètres avec deux sommets et possède aussi quatre autres sommets à plus de 3 900 mètres.
- Barre des Écrins, 4 101 m[N 1]
- Dôme de neige des Écrins, 4 009 m
- La Meije, 3 983 m
- L'Ailefroide, 3 954 m
- Mont Pelvoux, 3 943 m
- Pic Sans Nom, 3 913 m
- Pic Gaspard, 3 881 m
- Le Pavé, 3 823 m
- Le Râteau, 3 809 m
- Pic Coolidge, 3 775 m
- Grande Ruine, 3 765 m
- Roche Faurio, 3 730 m
- Pic Bourcet, 3 715 m
- Roche Méane, 3 712 m
- Le Fifre, 3 699 m
- Pic du Coup de Sabre, 3 699 m
- Barre Blanche, 3 698 m
- Les Bans, 3 669 m
- Pic de la Grave, 3 667 m
- Montagne des Agneaux, 3 664 m
- Pointe de la Grande Sagne, 3 660 m
- Roche Paillon, 3 636 m
- Roche d'Alvau, 3 628 m
- Pointe Madeleine, 3 627 m
- Pic de Neige Cordier, 3 614 m
- Aiguille du Plat de la Selle, 3 596 m
- Les Rouies, 3 589 m
- Roche de Jabel, 3 570 m
- Pointe Piaget, 3 569 m
- Pic Tuckett, 3 568 m
- L'Olan, 3 564 m
- Pointe du Vallon des Étages, 3 564 m
- Cime de Clot Châtel, 3 563 m
- Le Plaret, 3 563 m
- Tête de l'Étret, 3 559 m
- Pointe du Sélé, 3 556 m
- Tête de la Gandolière, 3 542 m
- Pointe Nérot, 3 538 m
- Cime de l'Encoula, 3 536 m
- Pointe des Bœufs Rouges, 3 516 m
- Pic des Aupillous, 3 505 m
- Pic de Bonvoisin, 3 480 m
- Pointe des Arcas, 3 479 m
- Pointe de la Pilatte, 3 476 m
- Roche de la Muzelle, 3 465 m
- Pic de Clouzis, 3 465 m
- Pointe Guyard, 3 461 m
- Tête des Fétoules, 3 459 m
- Pic Jocelme, 3 458 m
- Têtes du Replat, 3 442 m
- Le Sirac, 3 441 m
- Pic Gény, 3 435 m
- Pics du Says, 3 422 m
- Grande aiguille de la Bérarde, 3 421 m
- Tête du Rouget, 3 418 m
- Cime du Vallon, 3 406 m
- Pointes du Riou Blanc, 3 404 m
- Aiguille des Arias, 3 402 m
- Tête Sud de la Somme, 3 389 m
- Aiguille Orientale du Soreiller, 3 380 m
- Aiguille de l'Olan, 3 373 m
- Pic Nord des Cavales, 3 362 m
- Pic Sud des Cavales, 3 360 m
- Pic des Prés les Fonts, 3 358 m
- Mont Gioberney, 3 352 m
- Pointe Emma, 3 344 m
- Clocher de Clouzis, 3 338 m
- Pointe de Verdonne, 3 328 m
- Tête de Lauranoure, 3 325 m
- Pics du Vaccivier, 3 312 m
- Pointe de l'Aiglière, 3 307 m
- Pointe Swan, 3 294 m
- Aiguille d'Entre Pierroux, 3 290 m
- Jandri, 3 288 m
- Pointe Henriette, 3 269 m
- Bec du Canard, 3 268 m
- Cime du Montagnon, 3 263 m
- Pointe de Chabournéou, 3 250 m
- Pointes des Neyzets, 3 247 m
- Pics du Loup, 3 245 m
- Tête de Soulaure, 3 243 m
- Pointe de Jarroux, 3 229 m
- Tête du Salude, 3 221 m
- Tête de la Canonnière, 3 219 m
- Pic de Chamoissière, 3 207 m
- Pointe de Rougnoux, 3 179 m
- Pic du Clapier du Peyron, 3 169 m

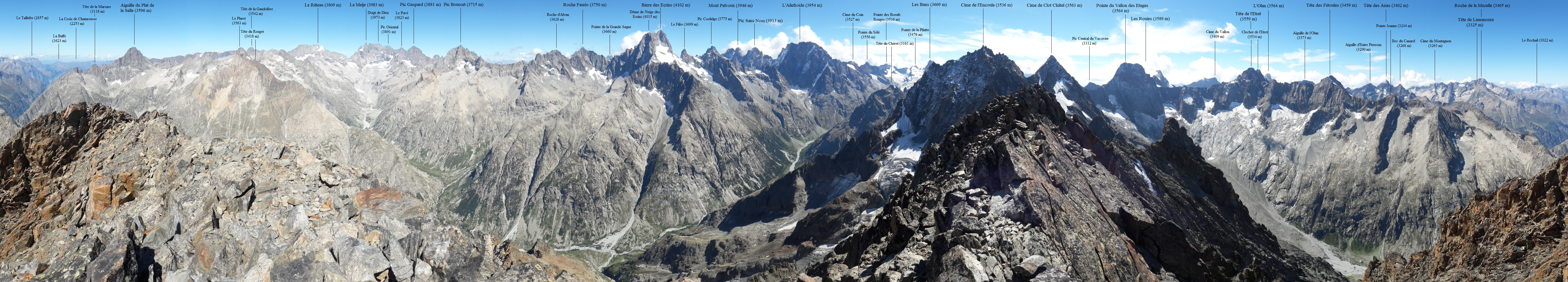
Panorama depuis la Grande aiguille de la Bérarde sur la plupart des principaux sommets du massif.

- Vieux Chaillol, 3 163 m
- Tête de Vautisse, 3 156 m
- Pics de Combeynot, 3 155 m
- Aiguille Dibona, 3 131 m
- Pic de Coste Vieille, 3 131 m
- Grand Pinier, 3 117 m
- Pics du Casset, 3 113 m
- Petit Pinier, 3 100 m
- Pic des Souffles, 3 098 m
- Pointe des Estaris, 3 086 m
- Tête de Dormillouse, 3 084 m
- Pic de Parières, 3 076 m
- Roc Diolon, 3 072 m
- Pointe de Malhaubert, 3 049 m
- Pic Turbat, 3 028 m
- Le Rochail, 3 022 m

### Principaux glaciers
- Glacier de la Girose
- Glacier du Tabuchet
- Glacier de la Meije
- Glacier de l'Homme
- Glacier de Mont-de-Lans
- Glacier de la Selle
- Glacier du Clot des Cavales
- Glacier de la Plate des Agneaux
- Glacier de la Bonne Pierre
- Glacier Blanc
- Glacier d'Arsine
- Glacier du Casset
- Glacier du Monêtier
- Glacier Noir
- Glacier du Vallon des Étages
- Glacier du Chardon
- Glacier des Sellettes
- Glacier de la Pilatte
- Glacier du Sélé
- Glacier de Séguret Foran
- Glacier des Violettes

### Principales vallées
Sept grandes vallées structurent le massif des Écrins :
- le Briançonnais ;
- le Champsaur ;
- l'Embrunais ;
- l'Oisans ;
- le Valbonnais ;
- le Valgaudemar ;
- la Vallouise.

S'y ajoutent celles du Vénéon, de Valjouffrey, de Valsenestre, de Freissinières et de Champoléon.

### Géologie
Le massif des Écrins fait partie des massifs cristallins externes de la chaîne des Alpes. Il est donc constitué d'un socle cristallin, affleurement de la couche continentale de la chaîne varisque. Quelques zones sédimentaires charriées, broyées ou rejetées se trouvent en périphérie du massif. Il est d'une grande diversité géologique. En résumé, on trouve un pluton granitique au cœur du massif, au niveau de la Bérarde. Autour de ce pluton, se trouve une très vaste auréole métamorphique allant des anatexites (mont Pelvoux), des migmatites (barre des Écrins) à diverses sortes de gneiss (partie supérieure de la Meije, de l'Olan ou encore le Sirac). Ces gneiss, souvent amphibolitiques, constituent fréquemment la partie supérieure des hauts sommets, sous la forme d'un « chapeau », assez caractéristique de ce massif,,,.

## Histoire
Avant le développement de l'alpinisme et de la géographie (carte de Cassini), le massif était très mal connu. En raison de sa taille et de sa complexité, les autochtones étaient incapables de se le représenter dans toute son étendue et ne nommaient que les cols, sommets, vallons, etc. — qui présentaient un intérêt de leur point de vue, notamment les déplacements, les usages ou la chasse. Tous les sommets n'en portaient pas[réf. nécessaire].
Ainsi, le nom le plus utilisé est longtemps été celui de massif de l'Oisans, puisque cette vallée comprend les villages de départ (La Grave, Saint-Christophe-en-Oisans, la Bérarde) vers la plupart des principaux sommets. L'extension aux autres vallées (Valbonnais, Valjouffrey, Valgaudemar), plus méridionales, s'est faite naturellement de par leur proximité et leur similarité. Plus surprenante est celle à la partie briançonnaise du massif : un nom concurrent émerge alors, celui de massif du Pelvoux, du nom du sommet, renforcé par la création d'un parc domanial dans cette zone, mais sans s'imposer[réf. nécessaire]. Le mont Pelvoux a longtemps été considéré comme la plus haute montagne du massif. Les militaires savaient pourtant, au moins depuis Pierre de Bourcet (vers 1750), que le point culminant du massif n’était pas le mont Pelvoux, mais un autre sommet  (futurs Écrins) nommé alors la « montagne d’Oursine » sur les levés de la carte de Bourcet et  « Tête des Verges » sur la carte de Jean-Claude Le Michaud d'Arçon. On attribue à tort cette découverte à Adrien Durand, vainqueur du Pelvoux en 1828.
L'ambiguïté qui subsiste pendant plusieurs années, avec l'emploi des deux noms, tente d'être résolue à la fin des années 1880 par Henry Duhamel et William Auguste Coolidge avec la création du terme massif du Haut-Dauphiné, mais dont la définition restait floue. Enfin, l'emploi de massif de la Meije est aussi apparu, mais avec une restriction géographique restreinte au nord du massif[réf. nécessaire].
La création du parc national des Écrins en 1973 a mis tout le monde d'accord et a fini par imposer le nom actuel, non sans mal (comme en témoigne encore en 1978 l'ouvrage Le grand Oisans sauvage par Samivel).
En 2022, sur les 120 glaciers que comptaient les Écrins dans les années 1950, la moitié avait disparu, en raison du réchauffement climatique.

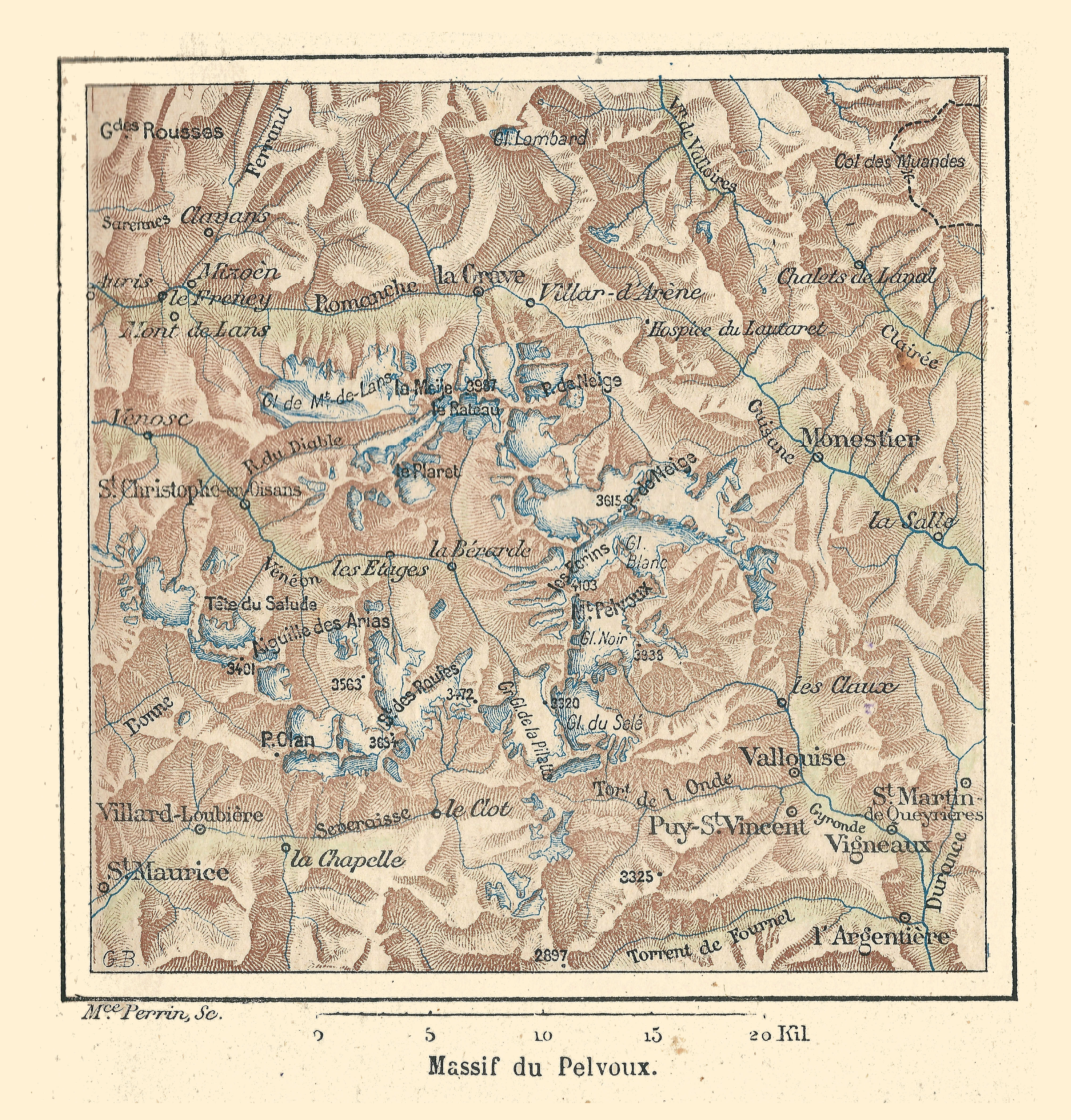
Massif du Pelvoux (nom anciennement donné au massif), dans le livre de Franz Schrader et Louis Gallouédec, Géographie élémentaire de la France et de ses colonies, 1894.
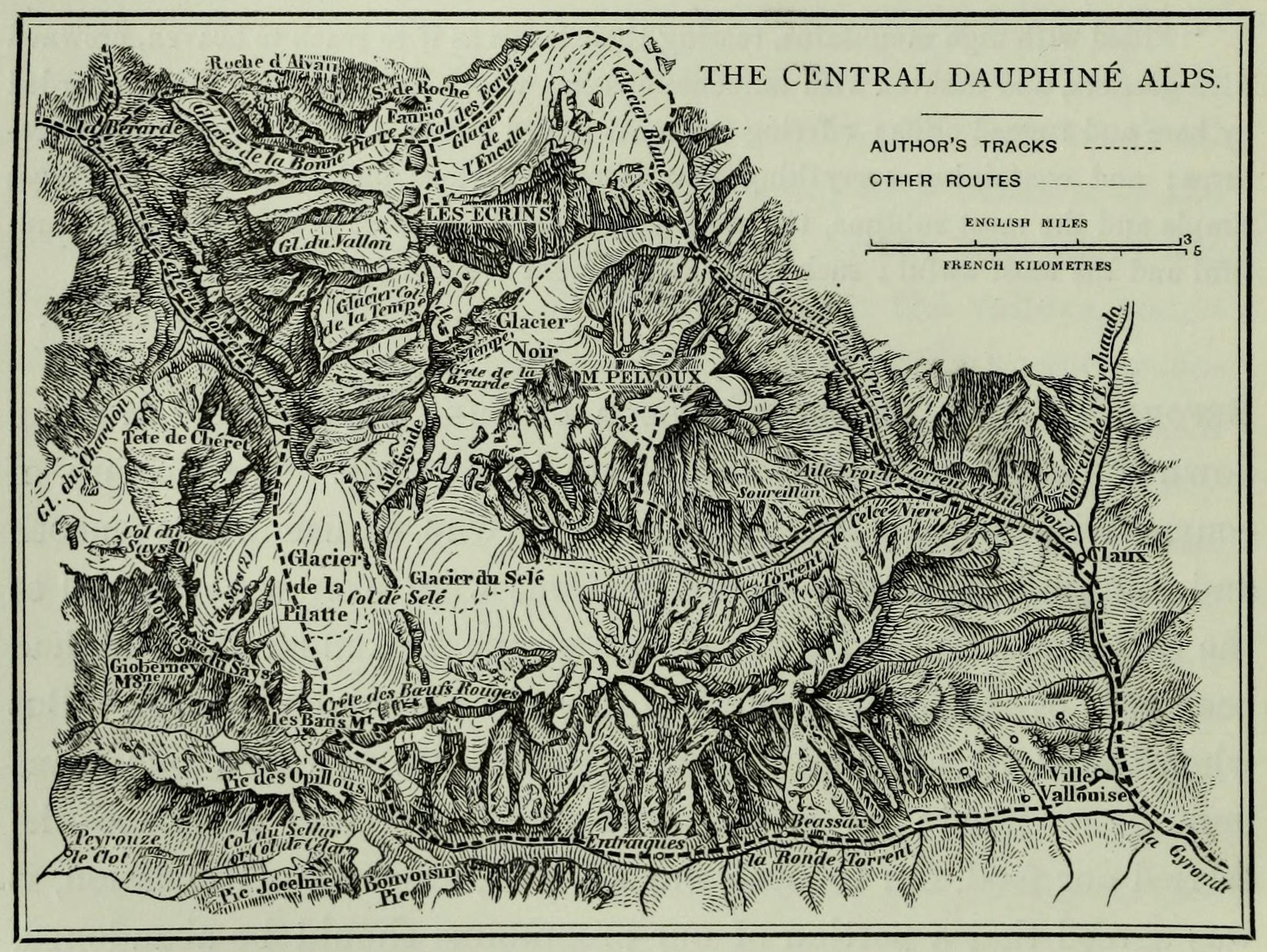
Carte du cœur du massif des Écrins, par Edward Whyper, dans son ouvrage Escalades dans les Alpes de 1860 à 1868.
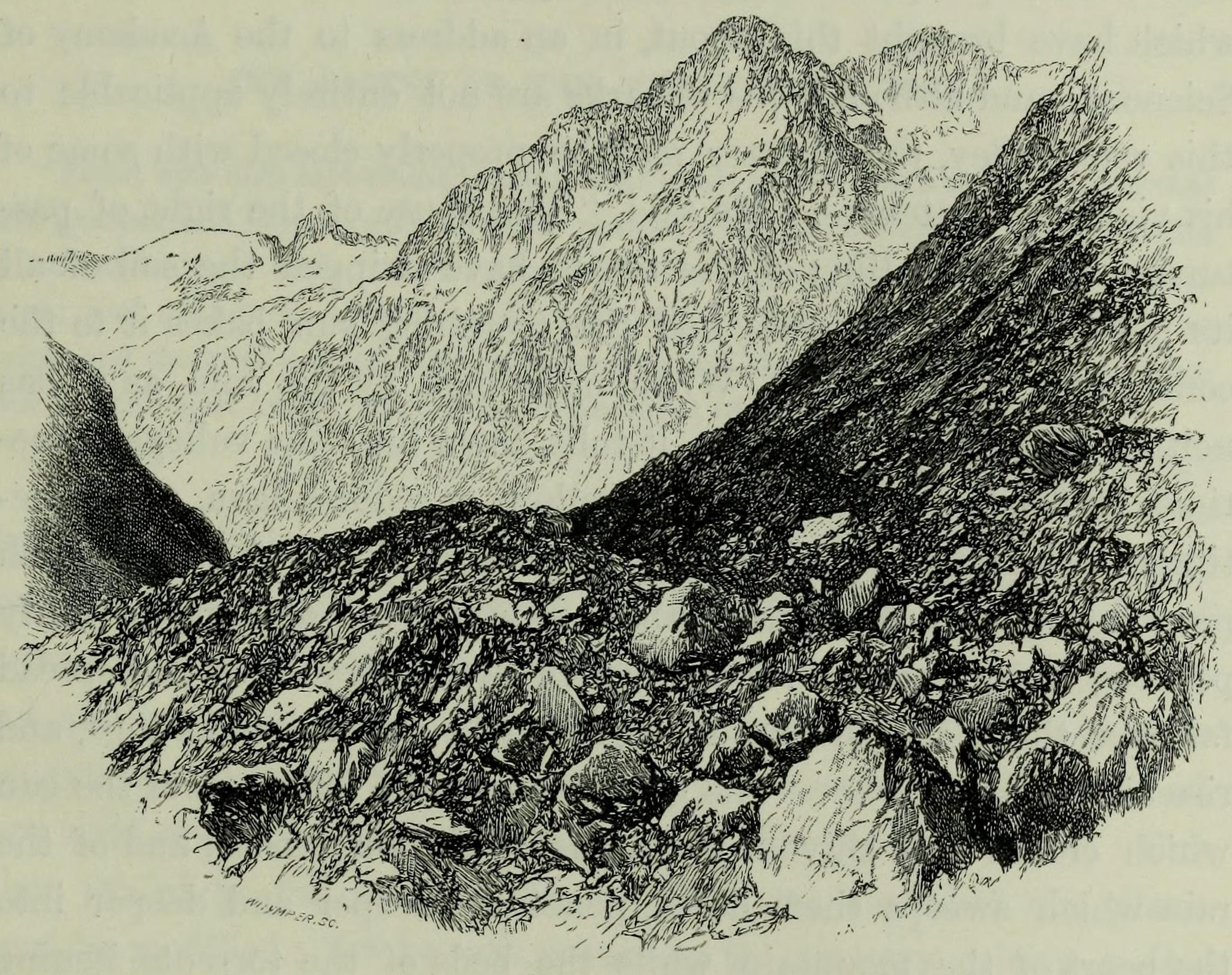
Le vallon des Étançons, avec vue en direction de La Bérarde, illustration extraite de l'ouvrage de l'alpiniste et illustrateur Edward Whymper Escalades dans les Alpes de 1860 à 1868, page 199.

## Activités
De nombreuses activités de montagne sont pratiquées, toute l'année, dans le massif, notamment sur les sites naturels protégés (notamment le parc national des Écrins).

### Alpinisme et escalade
Le massif est réputé pour la pratique intensive de l'alpinisme. La Bérarde, hameau de Saint-Christophe-en-Oisans, a longtemps été le deuxième centre français d'alpinisme après Chamonix et reste un lieu majeur pour ce sport en France. La Grave est également un lieu marquant de l'alpinisme et la commune a notamment accueilli une édition des Piolets d'or, une manifestation annuelle valorisant des ascensions alpines exceptionnelles réalisées l'année précédente. Ailefroide, avec son Pré de Madame Carle, figure également parmi les sites emblématiques du massif, point de départ de courses en montagne (Barre des Écrins, Ailefroide, etc.).
Certains sites permettent également la pratique de l'escalade et, en hiver, de l'ascension de cascade de glace.

### Randonnée pédestre
De nombreux sentiers de randonnée pédestre parcourent le massif, dont le sentier de grande randonnée 54.

### Stations de sports d'hiver
- Ancelle
- Chaillol 1600
- le col d'Ornon
- Les Deux Alpes
- La Grave
- Orcières 1850
- Pelvoux - Vallouise
- Puy-Saint-Vincent
- Réallon
- Saint-Léger-les-Mélèzes
- Serre Chevalier (Le Monêtier-les-Bains, Chantemerle, Saint-Chaffrey, Briançon...)
- Venosc

### Vol libre
Certains sites permettent le vol libre.

### Sports d'eaux vives
Certaines rivières en bordure du massif, telles la Durance, la Romanche, la Guisane ou le Vénéon, permettent la pratique de sports d'eaux vives comme le rafting ou le canoë-kayak.

## Dans la culture

### Peinture
Peu d'illustrations de ce territoire existent avant le XIXe siècle. Le massif a été représenté par l'alpiniste et illustrateur britannique Edward Whymper dans les années 1860, sur différentes gravures illustrant le mont Pelvoux ou la barre des Écrins. En 1853, Léon Sabatier réalise des gravures du pré de Madame Carle et des glaciers situés sur les hauteurs de La Grave. Quelques années plus tard, Laurent Guétal réalise des huiles sur toile représentant le massif, et en particulier le lac de l'Eychauda en 1881 et 1886 et la vallée de la Pilatte, en 1882. L'ouvrage La Meije et les Écrins, publié en 1907, est illustré de 24 planches qui sont l'œuvre d'Ernest Hareux. Paul Helbronner a réalisé une aquarelle de 6 m de long, en photogravure, représentant un panorama des sommets du massif, au cours de son travail en tant que géodésiste : cette œuvre, publiée en 1934, est issue de relevés effectués en 1902. Robert Leroy-Wattiaux, membre de la Société des Peintres de Montagne, réalise plusieurs huiles sur toile du massif, et notamment de la Meije. En 2010, le peintre Alexis Nouailhat publie un ouvrage contenant un recueil d'aquarelles du massif des Écrins.

### Cinéma
Le massif des Écrins apparaît dans la première partie du film de Gaston Rébuffat, Les Horizons Gagnés, réalisé en 1974. Rebuffat y est filmé durant l'ascension de la barre des Écrins et de la Meije. Le Méridien des Écrins est un road-movie vertical réalisé en 2010, retraçant douze jours d'ascension dans le massif. Jean-Michel Bertrand, cinéaste animalier, tourne durant trois ans un documentaire au cœur du massif, dans lequel il filme le loup à l'état sauvage. Ce documentaire nommé La Vallée des loups est présenté au public en 2016. Les Enfants de la Meije est un reportage réalisé en 2017, mettant en scène la vie des gardiens des refuges du Promontoire et de l'Aigle. En 2020, plusieurs épisodes de la série à succès Alex Hugo sont tournés dans le Briançonnais, et en particulier sur la commune de Freissinières. Cette même année, le cinéaste animalier Franck Neveu réalise pour le parc national des Écrins, une série de douze documentaires de quelques minutes chacun, sur des thématiques animalières peu connues. Les Cinq Diables, réalisé par Léa Mysius en 2022, a été tourné en grande partie au Bourg-d'Oisans.
Le hameau de la Bérarde accueille depuis 2015 Le Plus Petit Festival International du Film de Montagne (PPFIFM), durant lequel des projections de films liés au monde de la montagne sont proposées pendant les trois jours que dure le festival.

### Musique
Le massif des Écrins accueille plusieurs festivals annuels de musique : depuis 1994, Musiques en Écrins et depuis 1998, le Festival Messiaen au Pays de la Meije, dédié au compositeur Olivier Messiaen. Dans la commune de L'Argentière-la-Bessée a lieu également chaque année, depuis 2007, un festival nommé Autour de Brassens, et dans la commune de Vallouise-Pelvoux se déroule le festival Les Envoyageurs, depuis 2012. La Tournée des Refuges est un festival de musique itinérant créé en 2013, parcourant, entre autres, les refuges de montagne du massif des Écrins,.

### Littérature
- Accident à la Meije, premier « roman policier alpin », publié par Étienne Bruh[32] en 1946, peu après Premier de cordée de Roger Frison-Roche, dans un style plus léger et moderne, place au centre de l'intrigue le sommet de la Meije[33] et a inspiré le film Mort d'un guide, de 1975, avec Victor Lanoux.
- Les Hauts Lieux publié en 2003 par Michel Desorbay, a lieu à proximité de la Meije[34] et Rouge blanc rose, publié en 2012 par Jean-Marie Delthil, sur le glacier de la Pilatte[35].
- Dans La Saga des Écrins, publié en 2014, François Labande parcourt l'histoire de la conquête du massif[36]. Écrins fatals, publié en 2015 par Pierre Charmoz et Jean-Louis Lejonc, revisite l'histoire de l'ascension de la barre des Écrins sous la forme d'un roman policier[37].
- Le roman policier La dame de Pierre, publié en 2015[38] par Xavier-Marie Bonnot, se déroule au Bourg-d'Oisans.
- Le massif des Écrins : Histoire d'une cartographie, de l'Antiquité à l'aube du XXe siècle, est un ouvrage retraçant l'histoire du massif à travers des sources iconographiques[39]. Le Seigneur des Écrins est un roman policier de Gérard Guerrier se déroulant dans la commune de la Bérarde, publié en 2022[40]. Histoire des refuges du massif des Écrins est ou ouvrage historique d'Alain Marmonier, publié en 2022[41].

### Bande dessinée
Ailefroide, altitude 3954 paru en 2018, Le Loup paru en 2019 et La Dernière Reine parue en 2022 sont trois bandes dessinées illustrées par Jean-Marc Rochette, dont l'intrigue prend le massif des Écrins pour décor.